# Poropuntius clavatus
Poropuntius clavatus és una espècie de peix cipriniforme de la família dels ciprínids.

## Morfologia
Els mascles poden assolir els 24 cm de longitud total.

## Distribució geogràfica
Es troba a l'Índia i a Bangladesh, incloent-hi la conca del riu Ganges.